# Romuald Andruszkiewicz
Romuald Ryszard Andruszkiewicz – polski matematyk, doktor habilitowany nauk matematycznych, profesor Uniwersytetu w Białymstoku.

## Kariera naukowa
W 1991 roku na Wydziale Matematyki, Informatyki i Mechaniki Uniwersytetu Warszawskiego uzyskał stopień doktora nauk matematycznych w zakresie matematyki na podstawie rozprawy pt. Podpierścienie osiągalne w pierścieniach łącznych, której promotorem był prof. Edmund Puczyłowski. W 1997 roku został zatrudniony na Uniwersytecie w Białymstoku. W 2002 roku rozpoczął pracę na Wschodnioeuropejskiej Akademii Nauk Stosowanych w Białymstoku, którą zakończył w 2014 roku. W 2006 roku na Wydziale Matematyki i Informatyki Uniwersytetu Mikołaja Kopernika w Toruniu uzyskał stopień stopień doktora habilitowanego nauk matematycznych w dyscyplinie matematyki na podstawie pracy pt. Rozszerzenia pierścieni łącznych.